# Comentarios Reales de los Incas
Comentarios Reales de los Incas (”Den sanna historien om Inkafolket”) är en bok som skrevs av den peruanske författaren Inca Garcilaso de la Vega och publicerades i Lissabon 1609. Enligt många kritiker är detta det främsta prosaverket från kolonialtiden i Peru och verket utgör höjdpunkten för Inca Garcilaso de la Vega (1539-1616).

## Verket
Garcilaso gav verket den nämnda titeln, eftersom det sedan tidigare fanns krönikörer som hade skrivit fantasiberättelser. Inca Garcilaso de la Vega ansåg sig däremot ha skrivit en berättelse eller krönika som var sann (verídica).
Verket publicerades i två delar, åtskilda i tid, titel och innehåll: första delen 1609, i nio böcker med 262 kapitel, som behandlar händelserna i Inkariket och deras civilisation. Den andra delen som bestod av åtta böcker och 268 kapitel, publicerades postumt 1617 som "Historia General del Perú" (”Perus allmänna historia”). Den utmynnar i erövringen av Peru och de inbördes striderna bland conquistadorerna om resterna av imperiet och dess rikedomar. 
I första delen visar sig inte bara författarens litterära kvalitet, utan också hans tolkning av Inkariket som en idyllisk och paradisisk samhällsmodell. Han visar för eftervärlden inkakulturen som den tedde sig ur de regerande Inkas synvinkel, som Garcilaso själv var en del av. Verket börjar med Inkarikets början, och slutar med spanjorernas erövring av Tawantinsuyu; inkaindianernas sedvänjor beskrivs, deras mytologi, deras styrelseskick, deras liv, deras krig etc.
Fast boken blev väl emottagen i början förbjöds den senare av den spanska kronan 1782, i Vicekungadömet Peru och Vicekungadömet Río de la Plata, såsom varande rebellisk och farlig för spanska kronan efter upproret den 4 november 1780 genom Túpac Amaru II.
Comentarios Reales de los Incas (Lissabon, 1609) och Historia General del Perú (Córdoba, 1617), är verk som bekräftar Garcilaso de la Vegas ställning såväl i spanska språkets historia som att utgöra källa för latinamerikanska studier. Författaren lägger fram sina skäl för sitt arbete som skall förhindra att kunskaperna försvinner i tidens mörker och glömska:
”Jag, sporrad av en önskan att bevara mitt fosterlands kvarlevor, det lilla som finns kvar för allt har inte försvunnit, började med ett så omfattande arbete som det hittills varit för mig och som det framöver kommer att vara för att bli färdig med berättelsen om den gamla republiken.”
Comentarios Reales...
Första delen av Comentarios Reales som behandlar inkafolkets ursprung, deras kungar, avgudadyrkan, lagar och styrelseskick i krig och fred: deras liv och erövringar, och allt det som bildade detta imperium och dess republik innan spanjorerna kom dit. Nedtecknat av Inka Garcilaso de la Vega, född i Cusco, och kapten i hans Majestäts ..."